# John Moreno
John Moreno (nacido en Francia en 1939) es un actor británico de origen español, cuyo papel más importante fue el de Luigi Ferrara en la película Sólo para sus ojos (For your eyes only) de la saga James Bond en 1981 y con Roger Moore como 007. 
Su carrera artística ha sido extensa y ha dado la vuelta al mundo con distintos espectáculos teatrales, de los más clásicos a los más modernos, acompañado de otros ya veteranos actores británicos como Ian McKellen.
Ha colaborado en numerosas series para televisión inglesas como Moonbase 3, The Duchess of Duke Street, Return of the Saint, The Sweeney, The Enigma Files, Kessler, Squadron, Only Fools and Horses, Dempsey and Makepeace, One By One, Lovejoy o Heartbeat.